# Jiulong
Floden Jiulong eller Jiulong Jiang (Kinesisk skrift: 九|龍|江 Pinyin: Jiǔlóng Jiāng) er den største flod i den sydlige del af provinsen Fujian i Kina, og den næststørste i provinsen. Som de andre floder i Fujian (på nær Tingjiangfloden), løber den ud i Taiwanstrædet. 
Den har en længde på 258 km og et afvandingsareal på 14,700 km².
24°35′43″N 117°49′05″Ø / 24.5952°N 117.8181°Ø